# Joy Jouret
Joy Jouret (Brussel, 15 maart 1983) is een Belgisch voormalig hockeyster.

## Levensloop
Jouret verdedigde de kleuren van RRC Bruxelles, La Rasante, Léopold, Wellington en vanaf 2012 die van White Star. Daarnaast was ze van 2001 tot 2011 actief bij het Belgisch hockeyteam. Met de Red Panthers nam ze onder meer deel aan het Europees kampioenschap van 2011.
Na haar spelerscarrière werd ze coach van de U15 van de nationale herenploeg. en later de U18 van de nationale damesploeg. Ook was ze een tijdlang coach van de Red Giants. Op clubniveau coachte ze Wolvendael HC en vanaf 2018 Hockey Namur en vervolgens (vanaf 2021) was ze twee seizoenen aan de slag bij Waterloo Ducks. Sinds 2023 is ze coach van Royal Uccle Sport.
Jouret studeerde politieke wetenschappen en journalistiek. Later volgde ze een opleiding psychologie. Ze is de dochter van zanger Roger Jouret (beter bekend als Plastic Bertrand) en diens vrouw Evelyne. Haar oudere broer heet Lloyd.